# Autodefinit
Un autodefinit és un passatemps on s'ha d'omplir una graella amb paraules que es defineixen en caselles de la mateixa graella, d'aquí el nom, ja que el mateix tauler conté les definicions internament. De la casella parteix una fletxa que indica la direcció en què s'ha d'escriure el mot, que s'entrecreua amb d'altres per formar el tauler final, com als mots encreuats tradicionals.
Els autodefinits són d'origen escandinau i s'han popularitzat gràcies a les revistes especialitzades de passatemps. En elles s'inclouen diverses variants d'aquest joc, com poden ser autodefinits sil·làbics (on a cada casella es col·loca una síl·laba i no una lletra), temàtics (on moltes de les definicions giren al voltant d'un tema i poden estar fins i tot omeses), gràfic (on les definicions poden partir de dibuixos) o blanc (on no s'indiquen els espais de separació entre mots). També existeixen variants que juguen amb la forma de la graella, que deixa de ser rectangular per adoptar diferents figures.